# ويليام بويل ريتشاردز
ويليام بويل ريتشاردز هو محامي وقاضي وسياسي كندي، ولد في 2 مايو 1815 في بروكفيل في كندا، وتوفي في 26 يناير 1889 في أوتاوا في كندا. نشط حزبياً في Reform movement (pre-Confederation Canada) ‏. وقد انتخب Chief Justice of Canada ‏ (30 سبتمبر 1875 – 10 يناير 1879).